# Caccobius flavolimbatus
Caccobius flavolimbatus là một loài bọ cánh cứng trong họ Bọ hung (Scarabaeidae).